# 七日之癢
《真的想飛您》（英語：The Heartbreak Kid）是一部2007年上映的美國喜劇電影，重拍自1972年的電影《青澀戀情》。本片由巴比·法拉利和彼得·法拉利執導，班·史提勒、瑪琳·艾珂曼、蜜雪兒·摩納漢、傑瑞·史提勒和卡洛斯·曼西亞主演。

## 外部連結
- 互联网电影数据库（IMDb）上《真的想飛您》的资料（英文）
- 爛番茄上《真的想飛您》的資料（英文）
- Metacritic上《真的想飛您》的資料（英文）
- Box Office Mojo上《真的想飛您》的資料（英文）
- AllMovie上《真的想飛您》的资料（英文）